# Selim I. Geraj
Selim I. Geraj ali Selim Kan Geraj  (krimsko tatarsko I Selim Geray, turško 1. Selim Giray) je bil  med letoma 1671 in 1704 štirikrat kan Krimskega kanata, * 1631, † 22. december 1704, Bahčisaraj, Krimski kanat.

## Ozadje
Krimski kani so bili neposredni potomci mongolskega cesara Džingiskana. Po Džingiskanovi smrti leta 1227 se je cesarstvo razdelilo. Del cesarstva v vzhodni Evropi in severozahodni Aziji se je imenoval Zlata horda.  V Zlati Hordi so sprejeli islam. Regija se je imenovala tudi Dešt-i Kipčak in je postala domovina poturčenih Kiplčakov in turški kanat. V zgodnjem 15. stoletju je bila Zlata horda razdeljena. Polotok Krim in pokrajine okoli njega so leta 1441 postali Krimski kanat, v katerem je vladala dinastija Geraj. Po delitvi Zlate horde Krimski kanat ni bil več glavna vojaška sila v vzhodni Evropi in je moral po osmanski invaziji na Krim leta 1478 priznati suverenost Osmanskega cesarstva. Kot islamska država je imel  v Osmanskem cesarstvu privilegiran položaj.

## Prvo vladanje (1671–1678)
Leta 1671 se je Selim I. prvič  povzpel na prestol kot 25. kan Krimskega kanata. Med poljsko-turško vojno 1672–1676 se je leta 1672 pridružiti osmanski vojski in bil uspešen pri osvojitvi Bara v Ukrajini, ki je bila takrat del poljsko-litovske Republike obeh narodov. V naslednji misiji je bil med obleganjem Čigirina (sedanja osrednja Ukrajina) leta 1677 neuspešen in zato odstavljen z vladarskega položaja.

## Drugo vladanje (1684–1691)
Med veliko turško vojno sta bila Selimov naslednik Murat Geraj in Hadži Geraj odpuščena. Položaj krimskega kana je ponovno zasedel  Selim I. Med drugim vladanjem je bil uspešen v bitkah z avstrijsko vojsko v Bolgariji in rusko vojsko v Ukrajini. Ko je bil za velikega vezirja imenovan  Koprulu Fazil Mustafa Paša je zaradi različnih stališč in verjetno konkurence odstopil. K njegovi odločitvi bi lahko pripomogla tudi novica o smrti njegovega sina v veliki turški vojni.

## Tretje vladanje (1692–1699)
Selim I. je po odstopu odšel na romanje v Meko (hadž), ki je bila takrat na osmanskem ozemlju. V tem času so Koprulu Mustafa Pašo v bitki pri Slankamnu ubili, po drugi strani pa je bil novi kan Sefa Geraj nepriljubljen  in Velika porta je Selima I. na poti z romanja leta 1682 tretjič imenovala za krimskega kana.  Med svojim tretjim vladanjem se je neprestano boril proti ruskemu carju Petru I. Velikemu. Vojna se je končala s sklenitvijo Karlovškega (1699) in Carigrajskega miru (1700). Po sklenitvi Karlovškega miru je Selim I. ponovno odstopil in se vrnil na svoje posestvo v Silivriju (zdaj predmestje Istanbula).

## Četrto vladanje (1702–1704)
Selimov naslednik Devlet II. Geraj je načrtoval pohod na Moskvo, ki je za utrujeno Otomansko cesarstvo pomenil novo vojno. Selim I. je med svojim zadnjim vladanjem odpravil notranji kaos na Krimu. Umrl je v Bahčisaraju na Krimu. 22. julija 1704 je bil pokopan v grobnici mošeje z njegovim imenom.

## Osebnost
Selim I. ni bil samo vojak, ampak tudi talentiran pesnik in glasbenik. Napisal je Knjigo zmag (Zafername), v kateri je opisal svoje zmage nad Rusi pri Perekopu. Med pogostimi bivanji v Istanbulu je podpiral glasbenike, med njimi tudi Hafiza Posta (1630–1694).